# ماريا أنخيلا نييتو
ماريا أنخيلا نييتو توليدانو (مدريد 1 مارس 1960) هي عالمة طبيبة إسبانية في الكيمياء الحيوية والبيولوجيا الجزيئية، والتي تطور عملها في معهد أليكانتي لعلوم الأعصاب، وهو مركز مشترك بين المجلس الأعلى للبحوث العلمية وجامعة ميجيل هيرنانديث.

## المسار الوظيفي
حصلت على درجة الدكتوراه من جامعة مدريد المستقلة في عام 1987 لعملها على تفاعلات البروتين والأحماض النووية، كونها مشرفة أطروحة إنريكي بالاثيان. في عام 1988، انتقلت إلى معهد ألبرتو سولس للبحوث الطبية الحيوية في مدريد لدراسة موت الخلية المبرمجة  مع أبيلاردو لوبيث ريباس.
في عام 1989، انضمت إلى المعهد الوطني للطب في لندن للعمل مع ديفيد ويلكنسون في عزل الجينات المعنية بتطوير الجهاز العصبي. وفي عام 1993، حصلت على منصب كبير العلماء (CSIC) في معهد كاخال في مدريد، ومنذ ذلك الحين تقود مجموعة مهتمة بالحركات الخاصة بالخلية أثناء التطور الجنيني والأمراض عند البالغين. لقد وصفوا عائلة الحلزون من عوامل النسخ، موضحة دورها حاسمة في تحريض الظهارة - الميزنكيم (EMT) في الأجنة (1992-1994). وقد اقترح هذا العمل بالفعل أن قد يكون تنشيط الحلزون متورطا في انفصال الخلايا السرطانية عن الورم أساسي.
في عام 2000، أظهروا مع أمبارو كانو أن الحلزون هو مثبط قوي للكادهيرين-إي، مما يمنحه الخصائص المهاجرة ويتم تنشيطها في مقدمة غزو الورم (Nat Cell Biol.، 2000). ساهمت هذه الدراسة في بدء مجال سرطان القواقع البحرية الذي حددته ISI باسم "البحث الناشئ" "الجبهة" في الطب الجزيئي 1 في عام 2000، تمت ترقيتها إلى مديرة الأبحاث العلمية في قسم علم الأعصاب التنموي وعضو منتخب في EMBO . وقد وجدت مجموعتها في وقت لاحق أن تنظيم الحلزون دورة الخلية ويمنح مقاومة للموت، مما يساعد على الهجرة ضد انقسام الخلايا إعطاء الأفضلية للخلايا الجنينية والورمية للوصول إلى المناطق المستهدفة بعيدة وتشكل أنسجة أو نواقل، على التوالي (Genes & Dev، 2004).
رُقيت إلى أستاذة باحثة في عام 2004 وفي ذلك العام انتقلت مع مجموعتها إلى أليكانتي، معهد علوم الأعصاب (CSIC-UMH). وهناك وجدوا أن إعادة تنشيط الحلزون في الكلى وأن انسداد الكلى لدى البالغين كاف وضروري لإحداث التليف والفشل الكلوي، وأن انسدادها يمكن أن يعكس التليف الناتج عن نماذج حيوانية مختلفة، لقد أدى ذلك إلى إحداث تليف في العديد من النماذج الحيوانية، مما سمح لنا باقتراح علاج جديد مضاد التليف (EMBO J.، 2006؛ Nature Medicine، 2015). كما أن الحلزون لديه دور بارز في التطور والتوازن الداخلي للعظام ، ويؤدي التعبير غير المنظم لها إلى خلل التنسج الغضروفي (الشكل التقزم الأكثر شيوعا عند البشر، Dev. Cell، 2007) وضعف التمعدن عند البالغين (لين العظام، مجلة EMBO، 2009).
فيما يتعلق بتطور السرطان، فقد أظهروا أن EMT هو عملية ديناميكية وقابلة للعكس، ضرورية لنشر الخلايا السرطانية، ولكن يجب ان يتم قمعها لتكوين الناقل (خلية السرطان، 2012)، مما أدى إلى تغيير مفهوم التصميم العلاجات المضادة للنواقل المعتمدة على التحفيز المغناطيسي عبر الجلد (العلوم، 2013). العودة إلى العمليات الأساسية من التطور الجيني، أظهرت مجموعتها أن القمع المتبادل بين الحلزون وعامل آخر يحدد النسخ (Sox3) المناطق الجنينية التي تضمن تكوين الجهاز العصبي (Dev. Cell, 2011) وفي عام 2017، وصفوا الآلية التي يتم بها وضع القلب أثناء التطور الجنينية (Nature, 2017)، مما يسمح بفهم أفضل لبعض التشوهات الخلقية.
لقد تم قبول EMT منذ البداية من قبل علماء الأحياء التطوريين  ولكن ليس كثيرا من قبل علماء الأورام. ومع ذلك، فقد أصبح الآن أحد أهم مواضيع البحث في مجال السرطان (تمت مناقشته في نييتو، آن. (Rev. Cell Dev. Biol.، 2011 وNieto et al، Cell، 2016).
تعد دراسة التحول الظاهري المتوسط أثناء التطور الجيني وتنشيطه غير الطبيعي في مختلف الأمراض لدى البالغين هي المساهمة الرئيسية البحثية لماريا أنخيلا نييتو. 
بالإضافة إلى عملها بصفتها مديرة لمجموعة حركات الخلايا في علم وظائف الأعضاء وعلم الأمراض في معهد علوم الأعصاب، أليكانتي، هذا العمل مع مناصب أخرى في مختلف المؤسسات العامة والخاصة، ومن بينها:
- رئيسة الجمعية الدولية لعلماء الأحياء التنموية (ISDB).
- المندوبة العلمية لإسبانيا في مختبر البيولوجيا الجزيئية الأوروبي (EMBL) والمؤتمر الأوروبي لعلم الأحياء الجزيئي (EMBC).
- عضو مجلس إدارة الجمعية الدولية للتميز.
- عضو في المنظمة الأوروبية لعلم الأحياء الجزيئي(EMBO).
- عضو في الأكاديمية الأوروبية (Academia Europaea)
- عضو اللجنة العلمية والفنية للهيئة الحكومية للبحوث العلمية
- عضو المجلس الاستشاري الأعلى لمحافظة فالنسيا.

## الجوائز والتقديرات
- 2004: جائزة مؤسسة كارمن وسيفيرو أوتشوا
- 2005: جائزة فرانسيسكو كوبوس للأبحاث الطبية الحيوية
- 2006: جائزة ألبرتو سولس لأفضل عمل بحثي
- 2007: مؤتمر لوريال-اليونسكو SEBBM
- 2009: الملك جيمس الأول في البحوث الأساسية.
- 2-15: جائزة التميز في الاستحقاق العلمي في جوائز 9 أكتوبر (Generalitat Valenciana)
- 2016: جائزة البحوث الأساسية في أمراض الكلى؛  مؤسسة IAT لأمراض الكلى.
- 2017: جائزة نادي روتاري أليكانتي.
- 2017: جائزة المكسيك للعلوم والتكنولوجيا لعام 2017 التي تمنحها حكومة المكسيك، الباحثون الذين قدموا مساهمات كبيرة في المعرفة العلمية عالمية، تتميز بالتأثير الدولي لمساهماتها، بالإضافة إلى تعزيز خطط البحث في مجال تدريب الموارد البشرية في المجالات العلوم والتكنولوجيا.  كما يسعى إلى تحفيز الارتباط بين أفراد مجتمع العالم من المكسيك ومنطقة البحر الكاريبي وإسبانيا والبرتغال وأمريكا الوسطى والجنوبية.
- 2018: جائزة مؤسسة ليلي للأبحاث الطبية الحيوية ما قبل السريرية.
- 2018: جائزة أبحاث السرطان 2018، التي تمنحها الجمعية الإسبانية لأبحاث السرطان.
- 2018: جائزة ألبرتو سولس لأفضل عمل علمي 2016-2017
- 2019: جائزة IMPORTANTES من صحيفة المعلومات.
- 2019: جائزة "سانتياغو رامون إي كاخال" الوطنية للأبحاث في مجال الأحياء.
- حصلت على جائزة لدراسة التحول الظاهري المتوسط، وهي عملية بيولوجية أساسية في فهم أصل السرطان والأمراض التنكسية في الشيخوخة.
- 2021: جائزة لوريال-اليونسكو الدولية للنساء في مجال العلوم، ممثلة أوروبا، من اجل الاكتشافات الأساسية حول كيفية تغير الخلايا الحيوية في سياق التطور الجيني، والتي مهدت الطريق لـتطوير أساليب علاجية جديدة في سياق علاج السرطان و اثر انتشاره إلى أنسجة أخرى.

## المنشورات
مثل معظم الباحثين، منشوراتها متنوعة للغاية، سواء من حيث العدد أو من حيث المحتوى، النوع، والانتقال من الأعمال الأصلية إلى المراجعات، والتعاون في فصول الأعمال الجماعية، أو التعاون في الصحافة.